# Giandonati
I Giandonati furono un'antica famiglia di Firenze, facente parte della nobiltà cittadina.

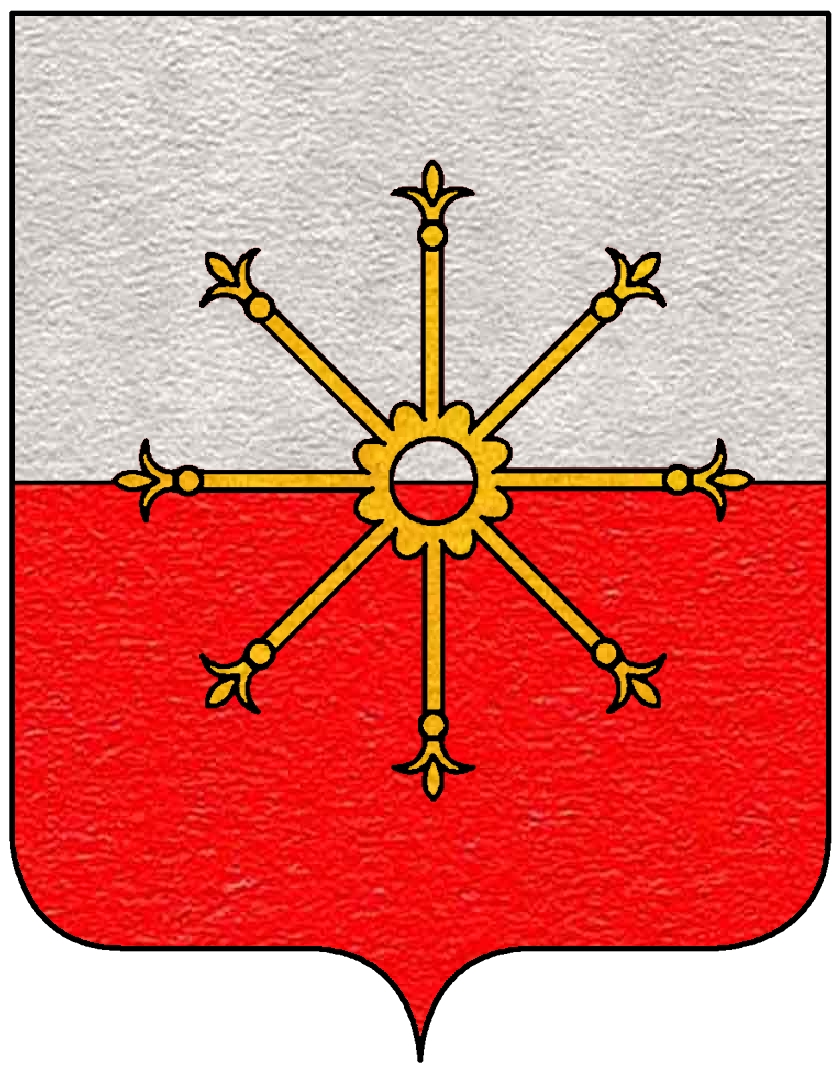
Stemma Giandonati di Firenze

## Storia
I Giandonati furono consorti con la famiglia Donati, il cui stemma era simile al loro, anche se con i colori posti in posizione inversa. Infatti, vengono ricordati come una delle più importanti consorterie consolari della città fiorentina.
Fecero parte della divisione guelfa e parteciparono alla battaglia di Montaperti (1260), ma a causa della vittoria dei ghibellini, furono costretti insieme ai loro consorti Donati a lasciare Firenze(sorte che toccò a tutte le famiglie di parte guelfa).
Li ritroviamo sempre come guelfi tra i cavalieri facenti parte delle esercito fiorentino nelle battaglie di Montecatini (1315) e di Altopascio (1325), ma in entrambe persero la battaglia.
I Giandonati facevano parte dell'elenco delle famiglie magnatizie e per questo erano escluse dal partecipare alla carriera politica cittadina. Ciò fino a quando nel 1343 parteciparono agli scontri politici che portarono alla cacciata e alla fuga del duca di Atene Gualtieri VI di Brienne, episodio che permise ai Giandonati di essere cancellati dall'elenco dei magnati ed essere ammessi alla vita politica cittadina. Molti furono infatti i priori facenti parte alla casata dei Giandonati.
Ebbero forti legami e rapporti di amicizia con i monaci Olivetani, i quali pagavano un insolito contributo ai Giandonati che consisteva in una coscia di maiale maschio assieme ai suoi genitali e alla sua coda, in due galline nere con qualche penna bianca, e in alcuni sacchi di spelta, un'antica varietà di farro. Inoltre il monastero olivetano aveva il dovere di aiutare economicamente la famiglia nel caso in cui fosse caduta in disgrazia, e di pagarle il mantenimento di un cavallo e di un servitore. Tali favori furono mantenuti fino al 1583, anno in cui morì l'ultimo discendente dei Giandonati.
Uno dei palazzi dei Giandonati fu inglobato dal palazzo della famiglia Canacci, divenuto ora Palazzo Canacci-Giandonati in piazza di Parte Guelfa 3.
La famiglia si estinse nel 1583, alla morte senza eredi di Donato di Raffaello. Dalla sorella di quest'ultimo discendono i celebri editori Giunti.

## Stemma

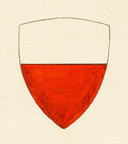
Stemma Giandonati di Toscana

Troncato d'argento e di rosso (Giandonati di Toscana).